# Igor Jakowlewitsch Stetschkin

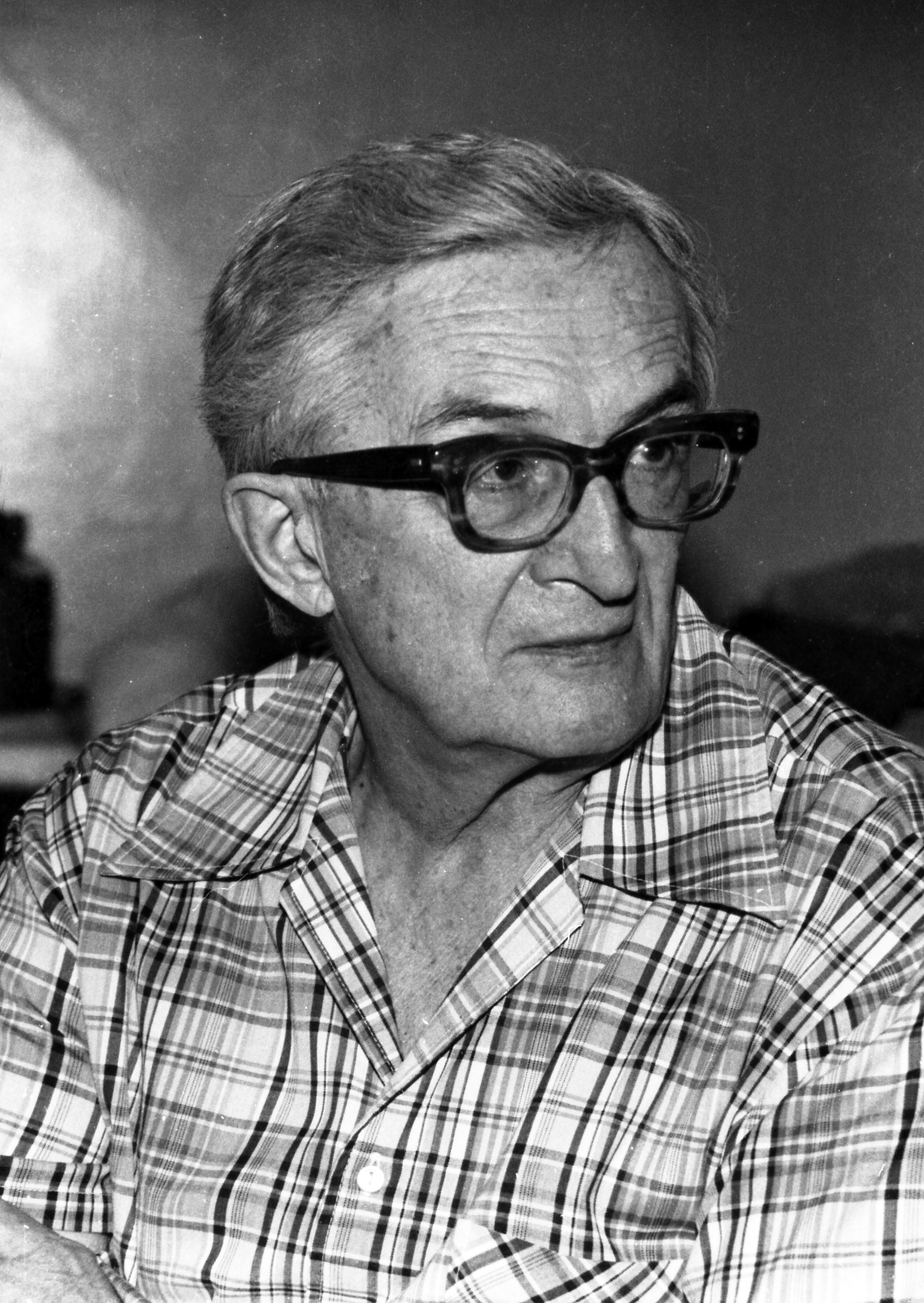
Igor Stetschkin

Igor Jakowlewitsch Stetschkin (russisch Игорь Яковлевич Стечкин; * 15. November 1922 in Alexin; † 28. November 2001 in Tula) war ein sowjetischer Waffenkonstrukteur.
Er konstruierte unter anderem die Reihenfeuerpistole Stetschkin APS und bekam 1952 den Stalinpreis verliehen.